# Rival Sons
 (транскр.  Рајвал санс) америчка је музичка група из Лонг Бича у Калифорнији.

## Чланови

### Садашњи
- Џеј Бјукенан — главни вокал, ритам гитара, усна хармоника (2008—данас)
- Скот Холидеј — соло гитара, пратећи вокал (2008—данас)
- Мајкл Мајли — бубањ, пратећи вокал (2008—данас)
- Дејв Бест — бас-гитара, пратећи вокал (2013—данас)

### Бивши
- Робин Еверхарт — бас-гитара (2008—2013)

## Дискографија

### Студијски албуми
- (2009)
- (2011)
- (2012)
- (2014)
- (2016)
- (2019)
- (2023)
- (2023)

### издања
- (2010)

## Награде и номинације
- Награде Греми

| Година | Категорија          | Номиновано дело | Исход      |
| ------ | ------------------- | --------------- | ---------- |
| 2020.  | Најбољи рок албум   |                 | Номинација |
| 2020.  | Најбоља рок изведба |                 | Номинација |